# Anania vicinalis
Anania vicinalis is een vlinder van de familie van de grasmotten (Crambidae). De wetenschappelijke naam van deze soort is voor het eerst voorgesteld als Pyrausta vicinalis door Richard South in een publicatie uit 1901. De spanwijdte bedraagt 27 millimeter.
De soort komt voor in China (Hubei) en Japan (Kyushu).